# Hunico
Jorge Arias (sinh ngày 5 tháng 8 năm 1977) là một đô vật chuyên nghiệp người Mexico-Mỹ. Anh hiện đang đấu vật trong WWE, nơi anh từng là thành viên của The Lucha Dragons với Kalisto. Anh từng được biết với tư cách là Hunico trong WWF.